# بیلی مورگان (اسنوبوردر)
بیلی مورگان (انگلیسی: Billy Morgan؛ زادهٔ ۲ آوریل ۱۹۸۹) اسنوبردسوار اهل بریتانیا است.
وی در مسابقات کشوری و بین‌المللی در مجموع برندهٔ ۲ مدال برنز شده‌است.
مرگان که در ساوت‌همپتون انگلستان متولد شده، در المپیک زمستانی ۲۰۱۴ در سوچی برای بریتانیا رقابت کرد. مورگان در فینال اسلوپ استایل مردان مقام دهم را کسب کرد.
مورگان اولین بار در مارس ۲۰۱۳ در مسابقات فینال جام جهانی اسنوبرد FIS در سیرا نوادا اسپانیا روی سکو رفت و در رقابت اسلوپ استایل مقام سوم را کسب کرد. او فصل ۲۰۱۲-۲۰۱۳ را در رتبه دوم اسلوپ استایل اسنوبرد در لیست رنکینگ جهانی FIS به پایان رساند. مورگان برنده سه مدال در جام جهانی FIS است.
مورگان در چهارده سالگی پس از رقابت در ژیمناستیک آکروباتیک، اسنوبرد را روی یک شیب خشک آغاز کرد. در آوریل ۲۰۱۵، مورگان اولین "کواد کورک" جهان را فرود آورد. روز بعد، مورگان درباره کواد کورک گفت: "ما آن صبح یک سری سواری انجام داده بودیم، فقط برای آماده شدن، و پرش را تغییر داده بودیم. بعد از آن، هرچه سریعتر انجامش می‌دادم بهتر بود. فکر کردم اگر الان این کار را نکنم، انگیزه انجامش را نخواهم داشت، بنابراین برگشتم، خودم را جمع کردم و فقط انجامش دادم."
او اولین مدال بازی‌های ایکس خود را در فوریه ۲۰۱۶ در ایکس گیمز اسلو کسب کرد، جایی که در رقابت بیگ ایر مقام سوم را کسب کرد. مورگان در المپیک زمستانی ۲۰۱۸ در پیونگ چانگ در رشته بیگ ایر مدال برنز را کسب کرد.
زندگی شخصی
مورگان فرزند ادی و جوآن است و یک برادر بزرگتر به نام اشلی دارد. او در مدرسه بلمور تحصیل کرده است.